# Diloba confluens
Diloba confluens är en fjärilsart som beskrevs av Andreas Bergmann 1953. Diloba confluens ingår i släktet Diloba och familjen nattflyn. Inga underarter finns listade i Catalogue of Life.